# Institutul de Cercetare-Dezvoltare pentru Viticultură și Vinificație Valea Calugărească
 Institutul de Cercetare-Dezvoltare pentru Viticultură și Vinificație Valea Calugărească  este singura unitate de cercetare fundamentală și aplicată în domeniul viticulturii și vinificației subordonată Academiei de Științe Agricole și Silvice „Gheorghe Ionescu-Șișești” din România.

## Istoric
Prima unitate de cercetare viticolă din Valea Călugărească a fost înființată în 1950 sub numele de Stațiunea Experimentală Viticolă Valea Călugărească, funcționând în cadrul Institutului de Cercetări Agronomice al României (ICAR). După restructurarea ICAR, în 1957, stațiunea experimentală a trecut în subordinea Institutului de Cercetări Horti-Viticole București-Băneasa până în 1967. Activitatea ICHV devenind tot mai importantă, acesta a fost restructurat, stațiunea experimentală devenind Institutul de Cercetări pentru Viticultură și Vinificație Valea Călugărească. În momentul constituirii sale institutul a avut în subordine 8 stațiuni experimentale viticole (Drăgășani, Odobești, Crăciunelu, Miniș, Iași, Ștefănești-Argeș, Greaca, Murfatlar, ulterior adăugându-se altele două stațiuni (Pietroasa și Bujoru).
Din anul 2002 această unitate de cercetare a căpătat denumirea actuală de Institutul de Cercetare-Dezvoltare pentru Viticultură și Vinificație Valea Călugărească.

## Structură
În prezent Institutlul are în subordine 7 stațiuni experimentale viticole: Blaj, Bujoru, Drăgășani, Iași, Murfatlar, Miniș și Odobești.
Activitatea de cercetare se desfășoară în următoarelor secții și laboratoare: 
- Secția de Genetică și ameliorarea viței de vie,
- Secția de Înmulțirea viței de vie
- Secția de Agrotehnica vitei de vie
- Secția de Ameliorații viticole
- Secția de Vinificație
- Laboratorul de Protecția plantelor
- Laboratorul de Economie viticolă

## Stațiunea de Cercetare Dezvoltare pentru Viticultură și Vinificație Iași
Stațiunea de Cercetare Dezvoltare pentru Viticultură și Vinificație Iași este o unitate de cercetare fundamentală și aplicată în domeniul viticulturii și vinificației subordonată Institutului de Cercetare-Dezvoltare pentru Viticultură și Vinificație Valea Calugărească, singurul institut de cercetare-dezvoltare agricolă în domeniul viticulturii al Academiei de Științe Agricole și Silvice „Gheorghe Ionescu-Șișești”.

### Istoric
Stațiunea a fost înființată în anul 1957 cu denumirea de „Stațiunea Experimentală Horti -Viticolă Iași” pe terenuri situate pe dealul Copou din Iași, în apropierea Grădinii Botanice și a Universității de Științe Agricole și Medicină Veterinară „Ion Ionescu de la Brad” din Iași. Stațiunea a fost inițial subordonată Institutului de Cercetări Horti-Viticole București-Băneasa (ICHV).
Între anii 1957 - 1962 activitate desfășurată în cadrul stațiunii a fost diversificată, incluzând cercetări în diferite domenii ale agronomiei: viticultură, pomicultură, legumicultură și floricultură.
Din anul 1967, după trecerea stațiunii sub coordonarea Institutului de Cercetare pentru Viticultură și Vinificație Valea Călugărească, activitatea stațiunii s-a restrâns la cercetarea în domeniul culturii viței-de-vie și a producerii vinului, fiind denumită întâi „Stațiunea de Cercetări Viticole Iași” iar mai târziu „Stațiunea de Cercetare și Producție pentru Viticultură și Vinificație Iași”, pentru ca din 2002 să fie cunoscută sub denumirea actuală de „Stațiunea de Cercetare Dezvoltare pentru Viticultură și Vinificație Iași”.
După anul 1989 Stațiunea a fost nevoită să retrocedeze cea mai mare parte a terenurilor de care dispunea, rămânând doar cu 80 de hectare de cultură de viță-de-vie din totalul de 411 de hectare avute inițial.

### Direcții de cercetare
Activitatea Stațiunii este axată pe patru direcții de cercetare:
- ameliorarea sortimentului viticol;
- agrotehnică - ecologie viticolă;
- tehnologia, chimia și microbiologia vinului;
- economie agrară.